# Rudolf Rupec
Rudolf Rupec (* 17. November 1896 in Grubišno Polje, Österreich-Ungarn; † 3. Juli 1983 in Zagreb, Jugoslawien) war ein Fußballspieler und -trainer, der für die Nationalmannschaften Österreichs und Jugoslawiens spielte.

## Karriere in Österreich
Rudolf Rupec zog mit seinen Eltern im Jahr 1911 aus seiner kroatischen Heimat nach Wien, wo er zunächst in der Juniorenmannschaft des SK Rapid Wien spielte. Seinen ersten Einsatz in der Kampfmannschaft hatte er in der Saison 1913/14, als ihm auch sofort ein Tor gegen die Vienna gelang. Zum Stammspieler in der Halves-Reihe stieg er in der Saison 1915/16 auf, die die Hütteldorfer auch mit dem Meistertitel beenden konnten. Auch in der Folgesaison waren die Grün-Weißen erfolgreich. Nach einem zweiten Platz folgten noch zwei weitere Meistertitel sowie ein Pokalsieg.
1917 debütierte Rupec in der österreichischen Nationalmannschaft bei einem 1:1 gegen Ungarn. In den nächsten eineinhalb Jahren sollten noch neun weitere Einsätze im Nationalteam sowie zwei Einberufungen in die Wiener Stadtauswahl folgen. Im Laufe des Jahres 1919 verlor Rupec seinen Stammplatz bei Rapid an Leopold Nitsch, seine Anzahl an Meisterschaftseinsätzen nahm kontinuierlich ab, auch im Nationalteam war er nicht mehr gefragt.

## Karriere in Jugoslawien
1920 entschloss er sich, ein Angebot aus seiner Heimat anzunehmen und wechselte zu HŠK Građanski nach Zagreb. Im selben Jahr bestritt der neugegründete jugoslawische Fußballverband im Rahmen der Olympischen Sommerspiele sein erstes Länderspiel gegen die Tschechoslowakei, an dem auch Rupec teilnahm, aber bereits nach 13 Minuten verletzungsbedingt das Feld verlassen musste. Das Spiel endete in mit einem 0:7-Debakel. Mit Građanski gelangen ihm zwei Meistertitel in den Jahren 1923 und 1926, Rupec war eine wesentliche Stütze der Mannschaft und galt als der erste Berufsspieler Jugoslawiens.
Auch in der Nationalmannschaft war er weiter eine feste Größe und als die Jugoslawen 1924 wieder an den Olympischen Sommerspielen teilnahmen, war auch Rupec wieder dabei. Doch auch diesmal war das Turnier nach einem 0:7 im Auftaktspiel gegen den späteren Olympiasieger Uruguay rasch vorbei. Danach beendete er seine Karriere in der Nationalmannschaft, für die er insgesamt neunmal zum Einsatz kam, daneben wurde er neun Male in die Stadtauswahl von Zagreb einberufen. Bei Građanski blieb er noch bis 1928 aktiv.
Nach Ende seiner aktiven Karriere war Rupec auch als Trainer tätig und führte den HAŠK Zagreb im Jahr 1938 zu dessen erstem jugoslawischen Meistertitel.

## Erfolge
- 4 × Österreichischer Meister: 1915/16, 1916/17, 1918/19, 1919/20
- 3 × Jugoslawischer Meister: 1923, 1926 (als Spieler), 1938 (als Trainer)
- 1 × Österreichischer Cupsieger: 1918/19
- 10 Spiele für die österreichische Fußballnationalmannschaft
- 9 Spiele für die jugoslawische Fußballnationalmannschaft